# Gobierno de Francisco Sagasti
El Gobierno de Francisco Sagasti en el Perú inició el 17 de noviembre de 2020 tras su juramentación como presidente de la República por sucesión constitucional, en su calidad de presidente del Congreso, con el fin de completar el periodo 2016-2021. Su ejecutivo se autodenominó como «Gobierno de transición y de emergencia», en alusión a la lucha contra la pandemia de COVID-19 y la crisis política en el país.
En la administración de Sagasti se logró aplicar más de doce millones de vacunas contra el coronavirus y se llegó a acuerdos por más de 80 millones de dosis con distintos laboratorios en conjunto, garantizando así la vacunación de personas de hasta 12 años. Se gestionó la creación de más de 300 plantas de oxígeno, un avance significativo en comparación a las 8 que había al inicio de la pandemia. Mediante la Resolución Ministerial N° 835-2021-MINSA, se aprobó un plan de respuesta ante la segunda y posible tercera ola pandémica. En medio de la pandemia surgieron algunos conflictos sociales. En diciembre de 2020, trabajadores del agro iniciaron a un paro indefinido que acabó con la vida de dos personas debido a los enfrentamientos con la policía. Unas semanas después, el gremio de transportistas, al mismo estilo que los agricultores, dieron inicio a un paro nacional exigiendo mejoras laborales. Luego de conocerse los resultados del balotaje de las elecciones generales, se registraron manifestaciones por parte de partidarios de Fujimori y Castillo.

## Elección
El 15 de noviembre de 2020, tras la renuncia de Manuel Merino y de la Junta Directiva anterior del Congreso, el Poder Legislativo procedió a elegir un nuevo Presidente del Congreso. La primera lista presentada, encabezada por la congresista Rocío Silva-Santisteban (Frente Amplio), no consiguió los votos necesarios. Al día siguiente se convocó una nueva votación para una nueva lista, conformada por representantes de los grupos parlamentarios del Partido Morado, Frente Amplio, Acción Popular y Somos Perú. Esta lista estaba conformada de la siguiente manera:
| Candidatos a la Mesa Directiva del Congreso | Candidatos a la Mesa Directiva del Congreso | Candidatos a la Mesa Directiva del Congreso |
| Cargo                                       | Congresista                                 | Grupo parlamentario                         |
| ------------------------------------------- | ------------------------------------------- | ------------------------------------------- |
| Presidencia                                 | Francisco Rafael Sagasti Hochhausler        | Partido Morado                              |
| Primera Vicepresidencia                     | Mirtha Esther Vásquez Chuquilín             | Frente Amplio                               |
| Segunda Vicepresidencia                     | Luis Andrés Roel Alva                       | Acción Popular                              |
| Tercera Vicepresidencia                     | Matilde Fernández Flores                    | Somos Perú                                  |

El resultado de la votación fue el siguiente:
| Candidato                                 | Fecha                                             | Voto |    |    |    |    |   |   |   |   |   | DD | NA | Total  |
| ----------------------------------------- | ------------------------------------------------- | ---- | -- | -- | -- | -- | - | - | - | - | - | -- | -- | ------ |
| Francisco Sagasti Presidente del Congreso | 16 de noviembre de 2020 Mayoría requerida: Simple | Sí   | 23 | 21 | 13 |    | 8 | 2 | 9 | 7 | 5 | 4  | 5  | 97/130 |
| Francisco Sagasti Presidente del Congreso | 16 de noviembre de 2020 Mayoría requerida: Simple | No   |    |    |    | 13 | 1 | 8 |   | 1 |   | 1  | 2  | 26/130 |
| Francisco Sagasti Presidente del Congreso | 16 de noviembre de 2020 Mayoría requerida: Simple | Abs. |    |    |    |    |   |   |   |   |   |    |    | 0/130  |
| Francisco Sagasti Presidente del Congreso | 16 de noviembre de 2020 Mayoría requerida: Simple | Aus. | 1  |    | 2  | 1  | 2 |   |   |   |   |    | 1  | 7/130  |

Tras la elección de la nueva Mesa Directiva, distintos políticos y personajes públicos manifestaron su apoyo al nuevo presidente. Lenin Bazán, del Frente Amplio, dijo que Sagasti "tiene experiencia en el sector público y muchos han coincidido en esa experiencia y por su propia posición política que va a representar el equilibrio de poderes". Julio Guzmán publicó un tuit felicitándolo. Jorge Muñoz expresó mediante su cuenta de Twitter que "la designación de Francisco Sagasti como presidente interino del Perú, […] sirva para reafirmar nuestra democracia y el bien común". Por su parte, el excongresista Víctor Andrés García Belaúnde manifestó que la elección de Sagasti fue "acertada".

## Toma de mando
Francisco Sagasti juramentó como presidente constitucional de la República del Perú el día martes 17 de noviembre en el Congreso de la República a las 21:00 horas (UTC). Asumió así la misión de liderar el gobierno de transición hasta el 28 de julio de 2021, día en el cual juramentaría como presidente al ganador de las elecciones generales de dicho año.
Al inicio de su discurso, Sagasti recordó a Brian Pintado e Inti Sotelo y pidió perdón, en nombre del Estado, a sus familiares (quienes se encontraban en el Congreso) y recalcó que ellos solo ejercían "el legítimo del derecho fundamental a la protesta". Anunció que la Beca Presidente de la República cambiaría de nombre a Beca de la Generación del Bicentenario en homenaje a la juventud participante de las protestas. Se refirió a la clase política del país y dijo que "ha sido muy destructiva" y que muchas veces los actores no han "actuado como contendores o rivales, sino como enemigos irreconciliables". Mencionó además que su gobierno "no será partidista, sino plural". Dejó en claro que su régimen garantizará que las elecciones generales de 2021 "se realicen sin contratiempos y que sean absolutamente limpias". En el contexto de pandemia, Sagasti enfatizó que su administración buscará "reducir los contagios sin afectar la economía". Finalizó recitando un extracto del poema de César Vallejo Considerando en frío, imparcialmente.
Según Hernán Chaparro, profesor e investigador de la Universidad de Lima, el discurso de Sagasti hizo "una invocación al esfuerzo colectivo" y trató de "marcar distancia del expresidente Martín Vizcarra". Mientras tanto, el politólogo Omar Awapara mencionó que Sagasti "tuvo un gesto muy importante hacia los manifestantes".

## Administración

### Gabinete Bermúdez

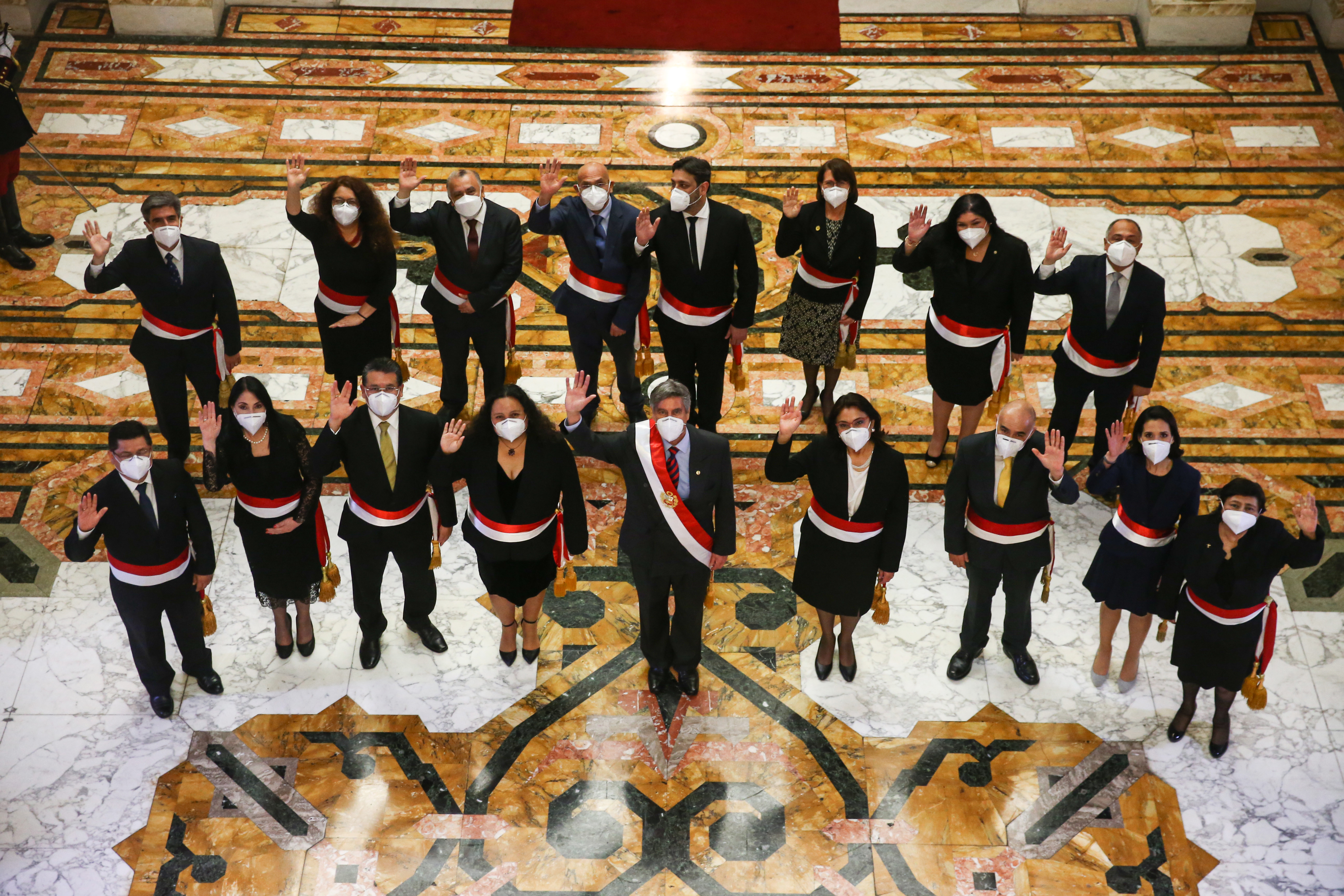
Gabinete de ministros liderado por su presidenta Violeta Bermúdez.

El día 3 de diciembre de 2020, el Consejo de Ministros presidido por Violeta Bermúdez asistió al Congreso de la República para exponer la Política General del Gobierno y las principales medidas que requiere su gestión (en cumplimiento con el artículo 130 de la Constitución Política). La exposición se desarrolló en medio del Paro Agrario en los departamentos de Ica y La Libertad. En el debate, el congresista Lenin Bazán Villanueva informó sobre un muerto en la Provincia de Virú, como resultado de las protestas de los trabajadores de agroexportación. Los diversos grupos parlamentarios retiraron la lista de oradores y pasaron al voto. El Gabinete Bermúdez obtuvo el voto de confianza con 111 votos a favor.

### Ley ONP
El 2 de diciembre de 2020, el Congreso de la República aprobó por insistencia el proyecto de ley de "devolución" de hasta S/4,300 de los aportes a la Oficina de Normalización Previsional (ONP). Dicho proyecto había sido observado por el gobierno de Martín Vizcarra en el mes de octubre. El Presidente Sagasti advirtió que, de aprobarse el proyecto, el Ejecutivo presentaría una demanda de inconstitucionalidad ante el Tribunal Constitucional. El día 7 de diciembre de 2020, el ministro de Economía y Finanzas, Waldo Mendoza Bellido anunció que el Consejo de Ministros aprobaría la presentación de la demanda ante el Tribunal Constitucional.
El día 9 de diciembre, la presidenta del Consejo de Ministros, Violeta Bermúdez anunció que el Ejecutivo aprobó presentar una demanda de inconstitucionalidad.

### Elecciones generales y Crisis electoral
Las elecciones generales de Perú se realizaron el 11 de abril en un contexto de gran desconfianza por parte del público, puesto que ningún candidato parecía acaparar más del 15% de votos. De hecho, el voto nulo o viciado se mantuvo siempre más elevado que el del candidato "preferido". El ganador sorpresivo de las elecciones resultó ser Pedro Castillo, del partido Perú Libre, quien obtuvo 15.3% de votos emitidos y 18.9% de votos válidos. A este le siguió Keiko Fujimori, quien ocupó el segundo puesto con 10.9% de votos emitidos y 13.4% de votos válidos (incluso a pesar de haber acumulado un anti-voto de casi el 60% durante la campaña). Como anticipaban las encuestadoras, la cantidad de votos nulos y viciados (18.7%) terminó siendo mayor a la del del candidato ganador (15.3%).
La campaña de la segunda vuelta estuvo caracterizada por una severa polarización en la ciudadanía, divida entre el "anti-fujimorismo" y "anti-comunismo". En la noche del 6 de junio, el día de las elecciones, el flash electoral a boca dio como resultado un empate técnico entre ambos candidatos. Inicialmente parecía que Fujimori ganaría con un estrecho margen de diferencia, pero esto fue cambiando conforme la ONPE fue acercándose al 100% de actas contabilizadas. El 15 de junio, la ONPE publicó los resultados finales, en los cuales Castillo (50.1%) superó a Fujimori (49.9%) por apenas 44 mil votos. Este resultado fue muy similar al de las elecciones generales anteriores, donde el expresidente Pedro Pablo Kuczynski (50.1 %) derrotó también a Fujimori (49.9 %) por 41 mil votos.
Al día siguiente de las elecciones, el 7 de junio, mucho antes de que terminara el conteo final, la candidata Fujimori denunció que el partido Perú Libre ha cometido un "fraude en mesa", acusándolo de una estrategia para "distorsionar o dilatar los resultados" de las elecciones. En respuesta, Perú Libre acusó también a Fujimori de tener "todo armado", declarando que "jamás incurrió al fraude electoral" y recordando al fraude fujimorista durante las elecciones del año 2000. Fuerza Popular llegó a presentar 802 solicitudes de anulación de actas, principalmente de las regiones rurales del país, donde la victoria de Castillo fue abrumadora. Esto significaría la anulación de más de 200 mil votos. Sin embargo, estos "indicios de fraude sistemático" fueron pronto desmentidos por los entes electorales nacionales e internacionales, incluyendo a la Organización de Estados Americanos, la Unión Europea, la Asociación Civil Transparencia y el Departamento de Estado de los Estados Unidos, el cual calificó al sistema electoral peruano como «un modelo de democracia en la región». Sin embargo, varios personajes públicos (principalmente aliados de Fuerza Popular) se negaron a reconocer la victoria de Castillo, insistiendo en un fraude electoral y llegando a solicitar la anulación completa de elecciones. Por su parte, el Jurado Nacional de Elecciones rechazó casi la totalidad de solicitudes de Fuerza Popular debido a la falta de pruebas, problemas de trámite y la extemporaneidad de la mayoría sus solicitudes (que tenían como fecha límite el 9 de junio a las 8:00pm).

## Manejo de la pandemia

### Vacunación
El primer lote con 300 000 vacunas del laboratorio chino Sinopharm, que eran parte de un acuerdo de un millón, llegó al Perú el domingo 7 de febrero de 2021 a horas de la noche. La vacunación empezó oficialmente el 8 de febrero y uno de los primeros inmunizados, junto al personal médico, fue el presidente Francisco Sagasti. Días después saldría a la luz el escándalo conocido como Vacunagate que provocó la renuncia de Pilar Mazzetti, quien fue reemplazada por Óscar Ugarte. El nuevo ministro dijo que pese a todo eso el proceso de vacunación no se detendría. El cronograma de vacunación dio prioridad a los trabajadores de la primera línea como el personal de salud, de limpieza, miembros de las fuerzas armadas, policías, bomberos y personas con enfermedades raras; luego a personas de la tercera edad, seguidos por adultos, jóvenes y adolescentes. La administración de Sagasti llegó a acuerdos por más de 90 millones de vacunas con Pfizer, AstraZeneca, Sinopharm, Sputnik V y vía el mecanismo de Covax Facility para la inoculación de personas mayores de 12 años de todo el país.

### Cuarentena
El ejecutivo dispuso medidas de acuerdo al nivel de alerta sanitaria en el que se encontraban las provincias del país, estos eran: moderado, alto, muy alto y extremo. El 26 de enero de 2021, el presidente Sagasti anunció, mediante un mensaje a la Nación, que decretaba cuarentena en 10 regiones que se encontraban en riesgo extremo: Lima Metropolitana y Lima Región, Callao, Áncash, Pasco, Junín, Huancavelica, Huánuco, Ica y Apurímac. Inicialmente, se dijo que esta medida regiría desde el 31 de enero hasta el 14 de febrero, sin embargo, se decidió extenderla hasta fin de mes, pero esta vez enfocada en 32 provincias, de 17 regiones, que se encontraban en riesgo extremo: Utcubamba, Arequipa, Camaná, Islay, Caylloma, Huamanga, Cutervo, Canchis, La Convención, Huancavelica, Ica, Chincha, Pisco, Lima Metropolitana, Callao, Huaura, Cañete, Barranca, Huaral, Huancayo, Tarma, Yauri, Chanchamayo, Tacna, Huánuco, Puno, Santa, Abancay, Pasco, Maynas, Ramón Castilla e Ilo. El 24 de febrero, en una reunión del consejo de ministros, se decidió levantar la cuarentena y se dispuso toque te queda e inmovilización social obligatoria los domingos. Pese al incremento consistente de casos, el gobierno solo decretó cuarentena temporal por Semana Santa, por el Día de la Madre y el Día del Padre.

### Campañas de concientización
En el gobierno de Sagasti se emitieron diversas estrategias comunicacionales de sensibilización para frenar los contagios de COVID-19. Una de estas fue «No bajemos la guardia», que buscaba que los ciudadanos sigan cumpliendo las medidas de bioseguridad como lavarse las manos, usar mascarilla, mantener el distanciamiento físico y evitar lugares conglomerados. Siguiendo la misma línea, se lanzó «Dile no a las 3 "C"»: no a los encuentros cercanos, no a los espacios cerrados y no a los lugares concurridos. Para promover la vacunación, el Ministerio de Salud lanzó la campaña «Pongo el hombro», que tiene como objetivo  acrecentar la recepción y la demanda ciudadana hacia la inmunización mediante testimonios de personas ya vacunadas como el personal médico, de las fuerzas armadas o adultos mayores.

## Aspecto social

### Paro agrario
Exigiendo la derogatoria del decreto de urgencia 043-2019, que ampliaba la vigencia de la Ley de Promoción Agraria, y pidiendo mejoras laborales, el día 30 de noviembre de 2020 trabajadores de agroexportación iniciaron un paro agrario indefinido en distintos sectores de Ica. Los manifestantes bloqueaban la carretera Panamericana Sur como señal de protesta. A ellos se les sumaron jornaleros de La Libertad, Piura y Apurímac. El ministro de Trabajo, Javier Palacios Gallegos, asistió a Ica a una mesa de diálogo la cual no llegó a ningún acuerdo. El Ejecutivo envió un proyecto de ley al Congreso para modificar el capítulo laboral de la Ley de Promoción Agraria; sin embargo, el Congreso descartó el pedido y acordó derogar la Ley y formar una comisión multipartidaria para crear un régimen laboral para el agro. Ante ello, Sagasti anunció que no observaría la norma. Tras la derogatoria de la Ley de Promoción Agraria, los manifestantes liberaron las carreteras, sin embargo, al no tener una nueva ley volvieron a tomar las vías. Las marchas dejaron al menos 12 muertos y decenas de personas heridas.

### Paro de transportistas
El día 9 de diciembre de 2020, un grupo de transportistas bloqueó la Panamericana Sur a las afueras de Lima Metropolitana. Los transportistas reclamaban por "una justa pensión universal” y "contra el uso y abuso de poder" de la Autoridad de Transporte Urbano para Lima y Callao (ATU) y del organismo supervisor Sutran. Los manifestantes incendiaron neumáticos en la vía, lo que impidió el paso de buses, camiones de carga y vehículos particulares. Horas después del bloqueo, la Policía Nacional dispersó a los manifestantes.
Desde el 13 de marzo de 2021, los transportistas de carga pesada y de buses interprovinciales iniciaron un paro nacional bloqueando las carreteras más importantes en todo el país. Algunas de las solicitudes de los transportistas eran que se elimine el Impuesto Selectivo al Consumo (ISC) aplicado al diésel, la reducción del precio de este combustible, de los costos de peajes, suspensión de los peajes Morrope (Chiclayo) y Bayoyar (Piura), aplicar una amnistía general a las multas de la Sutrán, entre otros. El día 16 de marzo, buses interprovinciales y camiones bloquearon la entrada principal al Aeropuerto Internacional Jorge Chávez. Al día siguiente, la Defensoría del Pueblo informó que el paro alcanzaba a 21 regiones del Perú. El tránsito fue restringido en las regiones de Áncash, Apurímac, Arequipa, Ayacucho, Cajamarca, Callao, Cuzco, Huancavelica, Huánuco, Junín, Ica, La Libertad, Lambayeque, Lima, Loreto, Pasco. Piura, Puno, San Martín, Tacna y Tumbes.
La presidenta del Consejo de Ministros, Violeta Bermúdez, informó, el día 17 de marzo, que una comisión presidida por el ministro de Transportes y Comunicaciones, Eduardo González Chávez y conformada por altos funcionarios del Ministerio de Energía y Minas, del Ministerio de Economía y Finanzas y de la Presidencia del Consejo de Ministros venía dialogando sobre posibles soluciones a las medidas adoptadas por los transportistas. Los representantes del gremio de transportistas firmaron un acta con el gobierno donde se comprometían a liberar las carreteras dando fin al paro indefinido.

### Protestas poselectorales
Tras la publicación de los primeros resultados electorales de la segunda vuelta de las elecciones generales de 2021, partidarios de ambas fuerzas políticas se movilizan por las principales avenidas y calles de la ciudad de Lima. A ellos se le suman colectivos que vienen desde el interior del país, además de personas que viven en el extranjero. Las protestas, que tienen lugar casi a diario, afectan en algunos puntos el proceso de vacunación. Tras esto, el ministro del Interior, José Elice, recalcó que "no se permitirá movilizaciones o actos que afecten o interrumpan el proceso de vacunación". Días después, Elice informó que se había realizado un despliegue policial en la capital. Al registrarse hechos de violencia contra personas y la propiedad privada, la titular de la PCM, Violeta Bermúdez, dijo que "la violencia jamás debe ser una herramienta para manifestar nada".

## Controversias

### Cambios en la Policía Nacional
El día 23 de noviembre de 2020, Francisco Sagasti anunció que había decidido hacer cambios en los altos mandos de la Policía Nacional y manifestó que designaría al general César Cervantes como comandante general. Tras el anuncio, los generales Orlando Velasco Mujica (Comandante general), Jorge Lam Almonte (Subcomandante general) y Herly Rojas Liendo (Inspector general) renunciaron a sus puestos. En las cartas de renuncia, los generales advirtieron que el General Cervantes ocupaba el número 18 en el escalafón de oficiales y que de su futura designación contravendría el Decreto Legislativo 1267 y el Decreto Supremo 011-2019-IN por lo que resultaría ilegal. Cabe mencionar que dichas normas establecen que «el Comandante General deberá ser elegido entre los Tenientes Generales de mayor antigüedad en el escalafón de oficiales. En caso de no alcanzar la disponibilidad de Tenientes Generales, la terna se completará con los Generales de mayor antigüedad en el escalafón de oficiales».
La designación de Cervantes implica el pase al retiro de 17 oficiales generales. Dicha designación fue oficializada el día 24 de noviembre de 2020 con el refrendo del ministro del Interior Rubén Vargas Céspedes. Adicionalmente, se designó a Edgardo Garrido López como subcomandante general y a Arquímedes León Velasco como inspector general.
Ante la polémica, los exministros del Interior José Luis Pérez Guadalupe, Fernando Rospigliosi, Félix Murazzo, Rómulo Pizarro se manifestaron en contra de los cambios realizados por el presidente Sagasti. Pérez Guadalupe pidió la renuncia del nuevo comandante general y calificó que el pase al retiro fue ilegal. Rospigliosi manifestó que la reforma "no corresponde" a un gobierno de transición. Murazzo sostuvo que "la desinformación ha inducido a error al Presidente de la República". Pizarro sostuvo que el gobierno no puede desconocer la normativa y que la medida vulnera la ley policial. De la misma manera, el exministro de Defensa, Roberto Chiabra pidió que el presidente Sagasti acepte la renuncia del ministro del Interior Rubén Vargas Céspedes. El también exministro de Defensa, Jorge Nieto Montesinos cuestionó la decisión del gobierno y dijo que Sagasti debe "atenerse a Ley" para "cumplir con los requisitos de una democracia constitucional".
En un pronunciamiento, excomandantes generales de la Policía Nacional consideraron que la medida resultó de una "malinterpretación" de la Ley Policial y calificaron el pase al retiro de 18 oficiales como una "maniobra antidemocrática" y como una "lesión a la institucionalidad". Entre los firmantes se encuentran los tenientes generales José Manuel Tisoc Lindley, Carlos Rodríguez Tirado, Félix Murazzo, Eduardo Jaime Pérez Rocha, David Nicolás Rodríguez Segeu, Luis Hermilio Montoya Villanueva, José Armando Sánchez Farfán, Mauro Walter Remicio Maguiño, Miguel Hidalgo Medina, Raúl Óscar Becerra Velarde, Raúl Salazar Salazar, Max Reinaldo Iglesias Arévalo. 
El día 27 de noviembre, 15 exministros del Interior (Fernando Rospigliosi, Félix Murazzo, Rómulo Pizarro, Remigio Hernani Meloni, Octavio Salazar Miranda, Miguel Hidalgo Medina, Óscar Valdés Dancuart, Daniel Lozada Casapia, Wilver Calle Girón, Daniel Urresti Elera, José Luis Pérez Guadalupe, Vicente Romero Fernández, Mauro Medina Guimaraes, Carlos Morán, César Gentille Vargas) expresaron su preocupación por los hechos y calificaron el nombramiento del nuevo comandante general como "violación de la ley". Del mismo modo, consideraron que el presidente Sagasti había sido inducido a un grave error.
El día 27 de noviembre, el expresidente Martín Vizcarra consideró que el relevo en los altos mandos realizado por Sagasti "no es legal". Al día siguiente, el congresista y exministro del Interior Daniel Urresti sostuvo que el ministro Rubén Vargas Céspedes "por dignidad, debería renunciar".
El día 30 de noviembre de 2020, el teniente general Edgardo Garrido López renunció como Subcomandante general de la Policía Nacional y el general Óscar Gonzáles Rabanal renunció a la Dirección Contra el Crimen Organizado. El día 1 de diciembre, el director de la Oficina General de Seguridad y Defensa Nacional del Ministerio del Interior, general Manuel Pacheco Ledesma, renunció al cargo por su desacuerdo con el relevo del alto mando de la Policía. De la misma manera, el general César Guardia Vásquez, director de la Dirección de Control de Drogas y Cultivos Ilegales del Ministerio del Interior renunció expresando su "disconformidad" con los relevos.
Por la tarde del día 1 de diciembre, el ministro Rubén Vargas asistió a la Comisión de Defensa Nacional, Orden Interno, Desarrollo Alternativo y Lucha Contra las Drogas del Congreso de la República, en la cual su presidente y exministro del Interior Daniel Urresti cuestionó la designación del comandante general de la Policía Nacional. Urresti pidió que el ministro renunciara. Por la noche, exministros de Defensa y excomandantes generales de las Fuerzas Armadas del Perú rechazaron el procedimiento de relevo hecho en la Policía Nacional, al que calificaron como "ilegal" y sostuvieron que la decisión "es contraria al ordenamiento jurídico, afecta la moral de la Policía Nacional del Perú y menoscaba el trabajo que esta institución realiza". Entre los oficiales en retiro firmantes se encuentran 22 Generales de División del Ejército, 23 Vicealmirantes de la Marina de Guerra y 17 Tenientes Generales de la Fuerza Aérea. Firmaron el expresidente de la República Francisco Morales Bermúdez junto a los exministros de Defensa Julio Velásquez Giacarini, Roberto Chiabra, Jorge Kisic Wagner, Jorge Moscoso, Walter Martos y Jorge Chávez Cresta; los exjefes del Comando Conjunto de las Fuerzas Armadas del Perú Pablo Carbone Merino, Víctor Bustamante Reátegui, Aurelio Crovetto Yáñez, José Williams Zapata, Jorge Montoya Manrique, José Aste Daffos, Francisco Contreras Rivas, Ricardo Howell Ballena, José Cueto Aservi, Benigno Cabrera Pino, José Paredes Lora; los excomandantes generales del Ejército Luis Alberto Muñoz Díaz, Jorge Céliz Kuong, entre otros.
El 2 de diciembre, el periodista Nicolás Lúcar dio a conocer el testimonio de un exmiembro del desactivado Grupo Especial de Inteligencia (GEIN) que reveló que el hermano del ministro del Interior fue dirigente del grupo terrorista Sendero Luminoso. A las pocas horas, Rubén Vargas Céspedes renunció al ministerio del Interior. Por la noche, Cluber Aliaga Lodtmann juró como nuevo ministro del Interior. Dos días después, el Colegio de Abogados de Lima emitió un pronunciamiento en el cual sostuvo que el nombramiento del comandante general de la Policía Nacional "no se realizó en estricto cumplimiento del marco normativo". El 6 de diciembre, el ministro Cluber Aliaga sostuvo en una entrevista que el pase al retiro de los generales fue una decisión "apresurada" y que "no había necesidad de tomar una decisión tan apresurada que genera una desazón en el policía que ha dado tantos años al servicio". Al día siguiente, el ministro Aliaga asistió a la sesión de la Comisión de Justicia y Derechos Humanos del Congreso de la República presentó videos que demostraban que hubo personas que “incitaron a la violencia” durante las protestas de noviembre de 2020, lo que originó respuestas de la policía. La respuesta policial fue uno de los motivos por los cuales se retiró a los generales. En la noche del mismo día, Aliaga renunció al Ministerio del Interior. El mismo día, José Elice, quien se desempeñaba como Secretario General de la Presidencia, juró como Ministro del Interior.
El día 9 de diciembre, la Defensoría del Pueblo, solicitó al Gobierno resarcir los derechos fundamentales de los que se vieron afectados y señaló que la decisión trasgredió las atribuciones otorgadas por la Constitución Política del Perú. El organismo sostuvo que se ha realizado una interpretación incorrecta de la Ley Policial "que afecta la institucionalidad de [la Policía], contraviene las reglas y estándares fijados por el Tribunal Constitucional y menoscaba los derechos fundamentales".

### Vacunagate
En febrero de 2021 estalló el escándalo conocido como Vacunagate. El periodista Carlos Paredes reveló en el programa Beto a Saber, conducido por Beto Ortiz, que el expresidente Vizcarra, su esposa y sus hermanos se habían vacunado contra la COVID-19 en octubre de 2020. La información fue confirmada por el propio Vizcarra. Tras esto, el Congreso de la República citó a la ministra de Salud Pilar Mazzetti, quien ejerció el cargo durante el gobierno de Vizcarra. Del mismo modo hicieron un llamado a la presidenta del Consejo de Ministros, Violeta Bermúdez, y al ministro de Trabajo y Promoción del Empleo, Javier Palacios Gallegos para que informen sobre los avances en la lucha contra la pandemia de la COVID-19. Días después, salieron más casos de personas que se habrían inoculado, eran más de cuatrocientas. Como consecuencia, hubo una crisis ministerial, renunciaron varios ministros, entre ellos Mazzetti y Astete, quienes fueron reemplazadas por Óscar Ugarte y Allan Wagner respectivamente.

### Importación de vacunas
El día 23 de febrero de 2021, la entonces candidata presidencial Keiko Fujimori pidió al presidente Sagasti reconsiderar su medida y permitir que privados importen vacunas contra la COVID-19. Al día siguiente, la premier Violeta Bermúdez afirmó que los privados no podrían importar vacunas porque los laboratorios farmacéuticos no negociaban con privados. Sin embargo, esta afirmación fue desmentida el día 26 de febrero por el embajador de la Federación Rusa en el Perú, Igor Romanchenko, quien dijo que su país estaría dispuesto a negociar su vacuna Sputnik V con empresas y gobiernos regionales. El 27 de febrero, el ministro de Salud, Óscar Ugarte declaró que "no hay problema" con que los privados negocien con Rusia para las vacunas Sputnik V. Sin embargo, al día siguiente, Bermúdez desmintió lo afirmado por Ugarte y descartó que las empresas privadas puedan importar vacunas COVID-19.
El día 28 de febrero, el presidente Francisco Sagasti se mostró en contra de la importación de vacunas por parte de las empresas privadas y, durante una entrevista en el programa Cuarto Poder, argumentó: "Lo que no queremos es que el que tiene plata se vacune y el que no tiene, no". Tras esto, el periodista Beto Ortiz lo llamó "comunista". El 2 de marzo, la presidenta de la Confederación Nacional de Instituciones Empresariales Privadas, María Isabel León, asistió a una reunión con el presidente Sagasti y la premier Violeta Bermúdez en Palacio de Gobierno para exponerle la intención de los privados para poder adquirir vacunas para inmunizar a sus trabajadores.

## Sondeos de opinión

### Aprobación presidencial
| Encuestadora/Medio     | Fecha          | Muestra | Francisco Sagasti (Presidente de la República) | Francisco Sagasti (Presidente de la República) | Francisco Sagasti (Presidente de la República) | Francisco Sagasti (Presidente de la República) |    |    |    |     |
| Encuestadora/Medio     | Fecha          | Muestra | Aprob.                                         | Desap.                                         | NS/NO                                          | Dif.                                           |    |    |    |     |
| ---------------------- | -------------- | ------- | ---------------------------------------------- | ---------------------------------------------- | ---------------------------------------------- | ---------------------------------------------- | -- | -- | -- | --- |
| Encuestadora/Medio     | Fecha          | Muestra | Ipsos Perú/El Comercio                         | 22–23 jul 2021                                 | 1216                                           | Dif.                                           | 58 | 30 | 12 | +28 |
| IEP/La República       | 18–21 jul 2021 | 1206    | 52                                             | 38                                             | 10                                             | +14                                            |    |    |    |     |
| Ipsos Perú/El Comercio | 24–25 jun 2021 | 1200    | 52                                             | 36                                             | 12                                             | +16                                            |    |    |    |     |
| IEP/La República       | 17–20 jun 2021 | 1210    | 51                                             | 41                                             | 8                                              | +10                                            |    |    |    |     |
| IEP/La República       | 20–21 may 2021 | 1208    | 36                                             | 52                                             | 12                                             | –16                                            |    |    |    |     |
| Ipsos Perú/El Comercio | 13–14 may 2021 | 1205    | 30                                             | 60                                             | 10                                             | –30                                            |    |    |    |     |
| Datum/Perú 21/Gestión  | 12–13 may 2021 | 1201    | 35                                             | 57                                             | 8                                              | –22                                            |    |    |    |     |
| IEP/La República       | 17–21 abr 2021 | 1367    | 21                                             | 64                                             | 15                                             | –43                                            |    |    |    |     |
| Datum/Perú 21/Gestión  | 16–20 abr 2021 | 1205    | 28                                             | 63                                             | 9                                              | –35                                            |    |    |    |     |
| Ipsos Perú/América     | 15–16 abr 2021 | 1204    | 24                                             | 64                                             | 12                                             | –40                                            |    |    |    |     |
| IEP/La República       | 22–25 mar 2021 | 1212    | 20                                             | 65                                             | 15                                             | –45                                            |    |    |    |     |
| Ipsos Perú/El Comercio | 10–11 mar 2021 | 1206    | 29                                             | 62                                             | 9                                              | –33                                            |    |    |    |     |
| CPI/Latina             | 6–11 mar 2021  | 1300    | 24.4                                           | 68.8                                           | 6.8                                            | –44.4                                          |    |    |    |     |
| Datum/Perú 21/Gestión  | 5–7 mar 2021   | 1200    | 28                                             | 61                                             | 11                                             | –33                                            |    |    |    |     |
| IEP/La República       | 19–23 feb 2021 | 1220    | 22                                             | 65                                             | 13                                             | –43                                            |    |    |    |     |
| Datum/Perú 21/Gestión  | 9–12 feb 2021  | 1200    | 40                                             | 52                                             | 8                                              | –12                                            |    |    |    |     |
| Ipsos Perú/El Comercio | 10–11 feb 2021 | 1219    | 38                                             | 51                                             | 11                                             | –13                                            |    |    |    |     |
| IEP/La República       | 21–27 ene 2021 | 1205    | 21                                             | 67                                             | 12                                             | –46                                            |    |    |    |     |
| Ipsos Perú/El Comercio | 13–15 ene 2021 | 1210    | 34                                             | 47                                             | 19                                             | –13                                            |    |    |    |     |
| Datum/Perú 21/Gestión  | 8–12 ene 2021  | 1206    | 40                                             | 45                                             | 15                                             | –5                                             |    |    |    |     |
| Ipsos Perú/El Comercio | 10–11 dic 2020 | 1200    | 44                                             | 35                                             | 21                                             | +9                                             |    |    |    |     |
| IEP/La República       | 1–8 dic 2020   | 1225    | 58                                             | 35                                             | 7                                              | +23                                            |    |    |    |     |
| Datum/Perú 21/Gestión  | 3–6 dic 2020   | 1244    | 46                                             | 27                                             | 27                                             | +19                                            |    |    |    |     |

## Poderes del Estado

### Poder Legislativo
Ejercieron el cargo de presidente del Congreso de la República del Perú:
| Presidenta ad interim del Congreso | Periodo                 |
| ---------------------------------- | ----------------------- |
| Mirtha Vásquez                     | 16 de noviembre de 2020 |

### Poder Judicial
Ejercieron el cargo de presidente de la Corte Suprema del Perú:
| Presidente de la Corte Suprema | Periodo                                 |
| ------------------------------ | --------------------------------------- |
| José Luis Lecaros Cornejo      | 2 de enero de 2019 - 4 de enero de 2021 |
| Elvia Barrios Alvarado         | 4 de enero de 2021 -                    |

### Instituciones Públicas
| Institución Pública                          | Presidenta                               | Periodo                                                                     |
| -------------------------------------------- | ---------------------------------------- | --------------------------------------------------------------------------- |
| Tribunal Constitucional                      | Marianella Ledesma Narváez               | 3 de enero de 2020 -                                                        |
| Junta Nacional de Justicia                   | Aldo Vásquez Luz Inés Tello              | 6 de enero de 2020 - 6 de enero de 2021 6 de enero de 2021 -                |
| Contraloría General de la República del Perú | Nelson Shack                             | 20 de julio de 2017 -                                                       |
| Ministerio Público                           | Zoraida Ávalos Rivera                    | 8 de enero de 2019 -                                                        |
| Defensoría del Pueblo                        | Walter Gutiérrez Camacho                 | 7 de septiembre de 2016 -                                                   |
| Jurado Nacional de Elecciones                | Víctor Ticona Postigo Jorge Salas Arenas | 15 de noviembre de 2016 - 22 de noviembre de 2020 22 de noviembre de 2020 - |
| Oficina Nacional de Procesos Electorales     | Piero Corvetto Salinas                   | 27 de agosto de 2020 -                                                      |

### Poder Ejecutivo

#### Ministros de Estado
| Predecesor: Gobierno de Manuel Merino | Gobierno del Perú 17 de noviembre de 2020 - 28 de julio de 2021 | Sucesor: Gobierno de Pedro Castillo |